# Аннапурна
Аннапу́рна (непальск. अन्नपूर्णा) — горный массив в Гималаях. Высочайшая точка массива — Аннапурна I (8091 м) — является десятым по высоте из четырнадцати восьмитысячников мира.
Аннапурна I считается одним из самых опасных восьмитысячников — уровень смертности среди альпинистов за все годы восхождений достигает чуть менее 22 % (2022 год). Тем не менее, именно Аннапурна стала первым восьмитысячником, на который поднялся человек — в 1950 году успеха добилась французская экспедиция. С начала 1990-х годов число несчастных случаев во время экспедиций на вершину Аннапурны снижается — по статистике за период с 1990 по 2008 год смертность на Аннапурне составила 19,7 %, что меньше, чем у ряда других восьмитысячников — например, у Канченджанги (8586 м) этот показатель равен 22 %.

## Этимология
Название Аннапурна переводится с санскрита как «Богиня Плодородия».

## География
Горный массив Аннапурна находится в центральном Непале и является частью южного отрога Главного Гималайского хребта. Массив протянулся с востока на запад на расстояние 55 км. Рядом с главной вершиной массива — Аннапурной I (8091 м) — находятся две второстепенные вершины: Аннапурна Центральная (8051 м) и Аннапурна Восточная (8026 м). Всего в горном массиве выделяют 13 вершин высотой более 7000 м и 16, превышающих 6000 м.
Вдоль северных склонов Аннапурны протекает река Марсъянди. Долина реки известна разнообразием растительного и животного мира, здесь можно встретить множество видов растений, присущих разным климатическим зонам — от бамбуков и бананов до хвойных деревьев северных широт. С южной стороны Аннапурна I образует замкнутый цирк с отвесными стенами, известный под названием Святилище Аннапурны (англ. Annapurna Sanctuary), с северной стороны находятся ледово-снежные склоны. На Аннапурне наблюдается неустойчивая погода и мощные непредсказуемые лавины.
В 34 км западнее Аннапурны возвышается ещё один восьмитысячник — Дхаулагири, высота которого 8167 м. Горные массивы разделяет протекающая между ними река Кали-Гандаки (Нараяни). Долина реки считается глубочайшей в мире (разница между высотами долины и вершины Аннапурна I — около 5570 м).

### Основные вершины горного массива Аннапурна
| Вершина                           | Высота, м | Координаты                      | Первое восхождение |
| --------------------------------- | --------- | ------------------------------- | --- |
| Аннапурна I (Главная)             | 8091      | 28°35′42″ с. ш. 83°49′08″ в. д. | 1950 год, французские альпинисты Морис Эрцог и Луи Лашеналь |
| Аннапурна II                      | 7937      | 28°32′20″ с. ш. 84°08′13″ в. д. | 1960 год, британско-индийско-непальская команда под руководством Джимми Робертса, на вершину взошли Ричард Грант, Крис Бонингтон и Шерпа Анг Ньима |
| Клык (Вараха Шикхар / Барха Чули) | 7647 м    |                                 | 17 мая 1980, Зепп Майерл, Герман Ноймайер (Австрия) и Анг Чопал Шерпа (Непал) |
| Аннапурна III                     | 7555      | 28°35′06″ с. ш. 83°59′27″ в. д. | 1961 год, индийская команда: Мохан Коли, Сонам Джиасто и Сонам Гирми |
| Аннапурна IV                      | 7525      | 28°32′20″ с. ш. 84°05′13″ в. д. | 1955 год, германские альпинисты Хайнц Стейнмец, Харальд Биллер и Юрген Велленкамп |
| Гангапурна                        | 7455      | 28°36′21″ с. ш. 83°57′54″ в. д. | 1965 год, германская команда под руководством Гунтера Хаузера, 11 человек из команды взошли на вершину |
| Аннапурна Южная                   | 7219      | 28°31′04″ с. ш. 83°48′21″ в. д. | 1964 год, японская экспедиция, на вершину поднялись С. Юео и Мингма Церинг |
| Пик Тиличо                        | 7134      | 28°41′04″ с. ш. 83°48′16″ в. д. | 1978 год, экспедиция Эмануеля Шмутца (Франция) |
| Нилгири                           | 7061      | 28°41′21″ с. ш. 83°44′48″ в. д. | 1962 год, Нидерландская Гималайская экспедиция, руководитель восхождения — француз Лионель Террай |
| Мачапучаре                        | 6993      | 28°29′52″ с. ш. 83°56′47″ в. д. | На вершину горы не ступала нога человека. Местным населением гора почитается священной и восхождения на Мачапучаре запрещены. В единственное восхождение 1957 года британцы Уилфрид Нойс и А. Д. М. Кокс, по соглашению, повернули назад, не дойдя до вершины 50 метров |

## Хронология восхождений

Аннапурна с юго-запада. В центре — Аннапурна I, правее — Аннапурна Южная, у правого края кадра — Хиунчули, у левого края — Нилгири

- 1950 год, 3 июня — успешное восхождение на Аннапурну I французских альпинистов Мориса Эрцога и Луи Лашеналя[7] — Аннапурна стала первым восьмитысячником, на вершину которого поднялся человек
- 1970 год, 1 мая — первое женское восхождение на Аннапурну III (7555 м) японки Дзюнко Табеи
- 1970 год, 27 мая — первое восхождение по южной стене британцев Дугала Хэстона и Дона Уилланса
- 1978 год, 15 октября — первое женское восхождение на Аннапурну I. С севера по голландскому маршруту на вершину взошли Вера Комаркова, Ирен Миллер и двое шерпов. При восхождении погибли Вера Уотсон и Элисон Чедвик-Онышкевич[8]
- 1987 год, 3 февраля — первое зимнее восхождение поляков Ежи Кукучки и Артура Хайзера
- 1991 год — Н. Чёрный и С. Арсентьев стали первыми россиянами, поднявшимися на Аннапурну[9]
- 1994 год, 17 декабря — первое зимнее восхождение альпинистов Российской Федерации в Гималаях. На вершину Аннапурна Южная (7219 м) по южной стене поднялись В. Башкиров (руководитель), В. Шатаев, Н. Чёрный, А. Минибаев, В. Лобанков
- 1997 год, 25 декабря — при попытке зимнего восхождения по южному маршруту на пути от базового лагеря к первому высотному под ледовой лавиной погибли Анатолий Букреев и оператор Дмитрий Соболев, отставший от двойки итальянец Симоне Моро чудом остался жив[10]
- 2008 год, 19 мая Алексей Болотов проложил новый маршрут на главную вершину. Он прошёл по восточному ребру южной стены на гребень, соединяющий восточную, центральную и главную вершину. Маршрут был признан очень трудным с точки зрения физической подготовки и выносливости, поскольку протяженность участка на высоте более 7500 м составляла более 7,5 километров, тем не менее, он считается одним из самых безопасных[11][12]. 23 мая после резко ухудшившегося самочувствия, при попытке штурма Аннапурны вместе с Алексеем Болотовым и Хорией Колибашану, в третьем высотном лагере скончался испанец Иньяки Очоа (от штурма вершины испанец и его напарник румын Колибашану отказались по причине того, что 19 мая он стал сильно мерзнуть, а позже потерял сознание в палатке). В организованную спасательную операцию включились Ули Штек, Сергей Богомолов, Денис Урубко, Дэн Боуи, Алексей Болотов и ряд других альпинистов, тем не менее, доставить кислород и необходимые лекарства для того, чтобы Очоа продержался необходимое время для спуска вниз, они не успели — испанец скончался на руках Ули Штека[13].
- 2010 год, 27 апреля — за один день 17 человек побывало на вершине Аннапурна I, среди них — российский альпинист Сергей Богомолов, для которого эта экспедиция стала восхождением на тринадцатый восьмитысячник[14].
- 2012 год, 8 октября — при попытке прохождения нового маршрута, который пролегал неподалёку от французского лагеря, на склоне между первой и второй стоянкой альпинистов, ледовая лавина накрыла Ильяса Тухватуллина и Ивана Лобанова. 12 октября руководитель экспедиции Глеб Соколов сообщил, что принято решение о прекращении поисковых работ по причине их высокого риска и практически полного отсутствия шансов найти пропавших альпинистов живыми[15].
- 2013 год, 9 октября — швейцарский альпинист Ули Штек совершил одиночное восхождение по Южной стене Аннапурны[16], однако некоторыми альпинистами и горными гидами его восхождение ставится под сомнение в связи с тем, что Ули так и не смог представить доказательства своего пребывания на вершине Аннапурны[17]. Через две недели по этому маршруту поднялась двойка французских альпинистов[18].
- 2016 год, 1 мая — 77-летний испанский (баскский) альпинист Карлос Сория совершил восхождение по стандартному маршруту, тем самым став самым возрастным альпинистом из числа покорителей вершины, когда-либо поднимавшихся на Аннапурну[19].

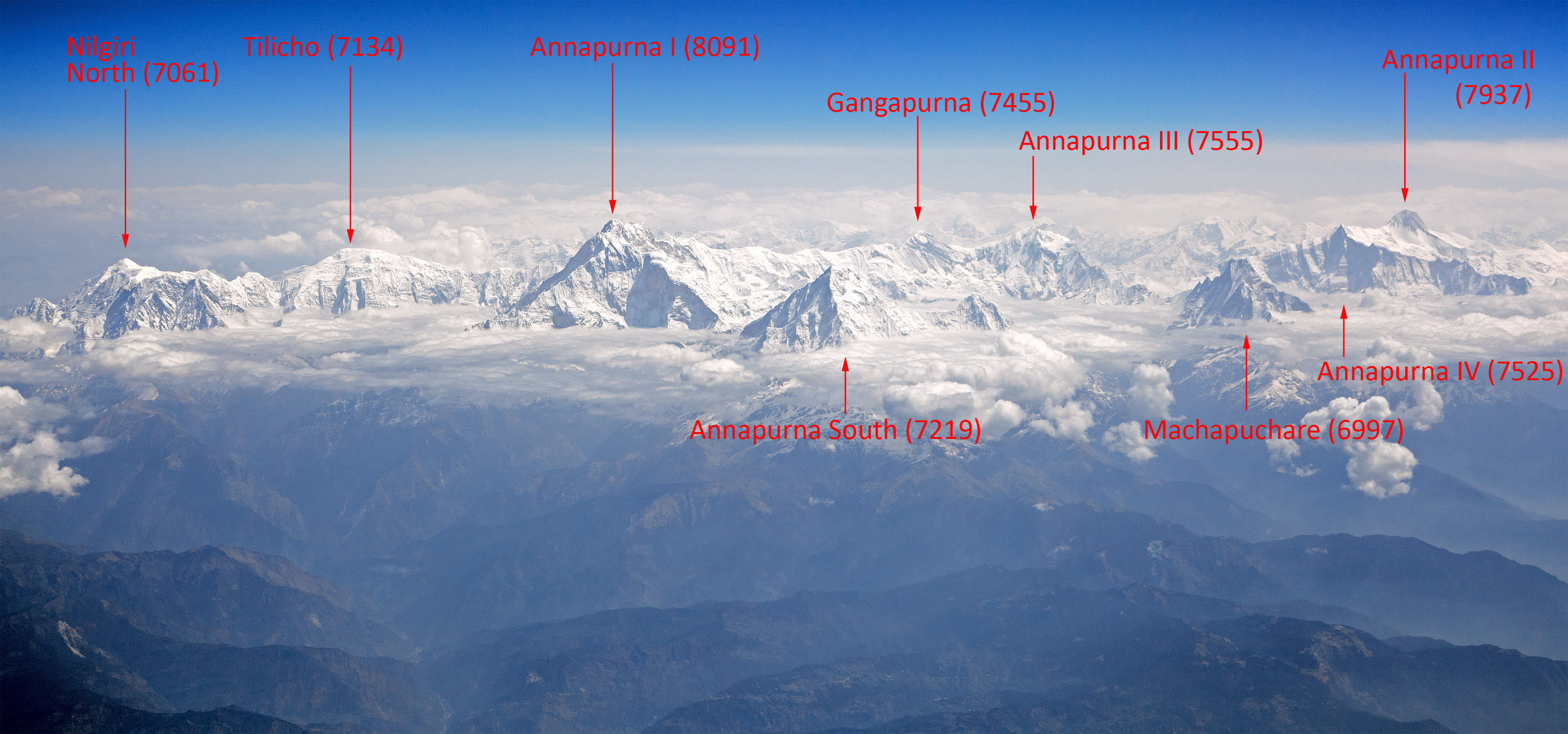
Горный массив Аннапурна, вид с самолёта

## Туризм
Горный массив Аннапурна и окружающие его территории входят в состав Национального парка Аннапурны, общая площадь которого составляет 7629 км². В национальном парке проложено несколько пеших туристских маршрутов (треков), имеющих мировую известность. Наиболее протяжённый из этих маршрутов — «Трек вокруг Аннапурны», проходящий по долинам рек Марсъянди и Кали-Гандаки. Этот маршрут примечателен тем, что с его высоких точек можно наблюдать все основные вершины массива Аннапурна. Также у туристов пользуются популярностью походы к базовому лагерю Аннапурны («Трек Святилище Аннапурны») и пешие маршруты к горе Пун-Хилл (3193 м), с которой открывается вид на восьмитысячники Дхаулагири I и Аннапурна I.
По статистике более 60 % от общего числа любителей горного туризма, приезжающих в Непал, направляются именно в район Аннапурны, привлекающий путешественников разнообразием природных ландшафтов, а также возможностью приобщиться к культуре и быту местного населения.
Французские альпинисты, совершившие в 1950 году первое восхождение на Аннапурну, изначально планировали подняться на Дхаулагири, однако, произведя разведку, посчитали эту гору неприступной и отправились к Аннапурне. 10 лет спустя — в 1960 году — на вершину Дхаулагири поднялась швейцарско-австрийская команда альпинистов.
Хотя французская экспедиция 1950 года и стала первым в истории альпинизма успешным восхождением на восьмитысячник, вершина Аннапурны к тому времени уже не являлась рекордной высотой, на которую поднимался человек — при попытке подъёма на Эверест в 1924 году Эдвард Нортон достиг высоты 8570 м, а Джордж Мэллори и Эндрю Ирвин — более 8600 м (как оценил Ноел Оделл). Некоторые исследователи полагают, что Мэллори и Ирвин погибли уже при спуске с вершины, спор о том, достигли они вершины Эвереста или нет, продолжается и сегодня.
После землетрясения в Непале 25 апреля 2015 года горный массив Аннапурна стал выше примерно на 20 сантиметров.
Аннапурна и Марсъянди упоминаются в песне известного российского барда Олега Митяева «Намастэ».

## Снежная буря 2014 года
В октябре 2014 года по меньшей мере 43 человека, в том числе туристы из Непала, Израиля, Канады, Индии, Словакии и Польши погибли и около 175 получили ранения в результате метелей и лавин на Аннапурне и вокруг нее. Пропали без вести от 10 до 50 человек. Большинство из них покинули гостевой дом на высоте 4800 метров, чтобы подняться на вершину Торонг-Ла и затем спуститься. Перевал Торонг-Ла является наивысшей точкой горного туристского маршрута «Трек вокруг Аннапурны».  
Власти подверглись критике за недостаточное предупреждение о приближающейся непогоде. К 18 октября около 289 человек были спасены. Инцидент стал самой страшной туристической катастрофой в истории Непала.

## Фильмы об Аннапурне
- The Hard Way — Annapurna South Face (1970)[24].
- «Непокорённая вершина» (об Анатолии Букрееве, погибшем на горе под лавиной), авторы Севернюк А. и Тюлькин В., 2002 г., 40 мин.
- «Настоящая жизнь» («Pura vida — The Ridge») (детальная реконструкция операции по спасению испанского альпиниста Иньяки Очоа, произошедшей в мае 2008 года), авторы Pablo Iraburu, Migueltxo Molina, 2012 г., 85 мин.
- «Вершина» («La cima») — фильм испанского режиссёра Ибона Карменсана, 2022 г., 95 мин.

## Галерея

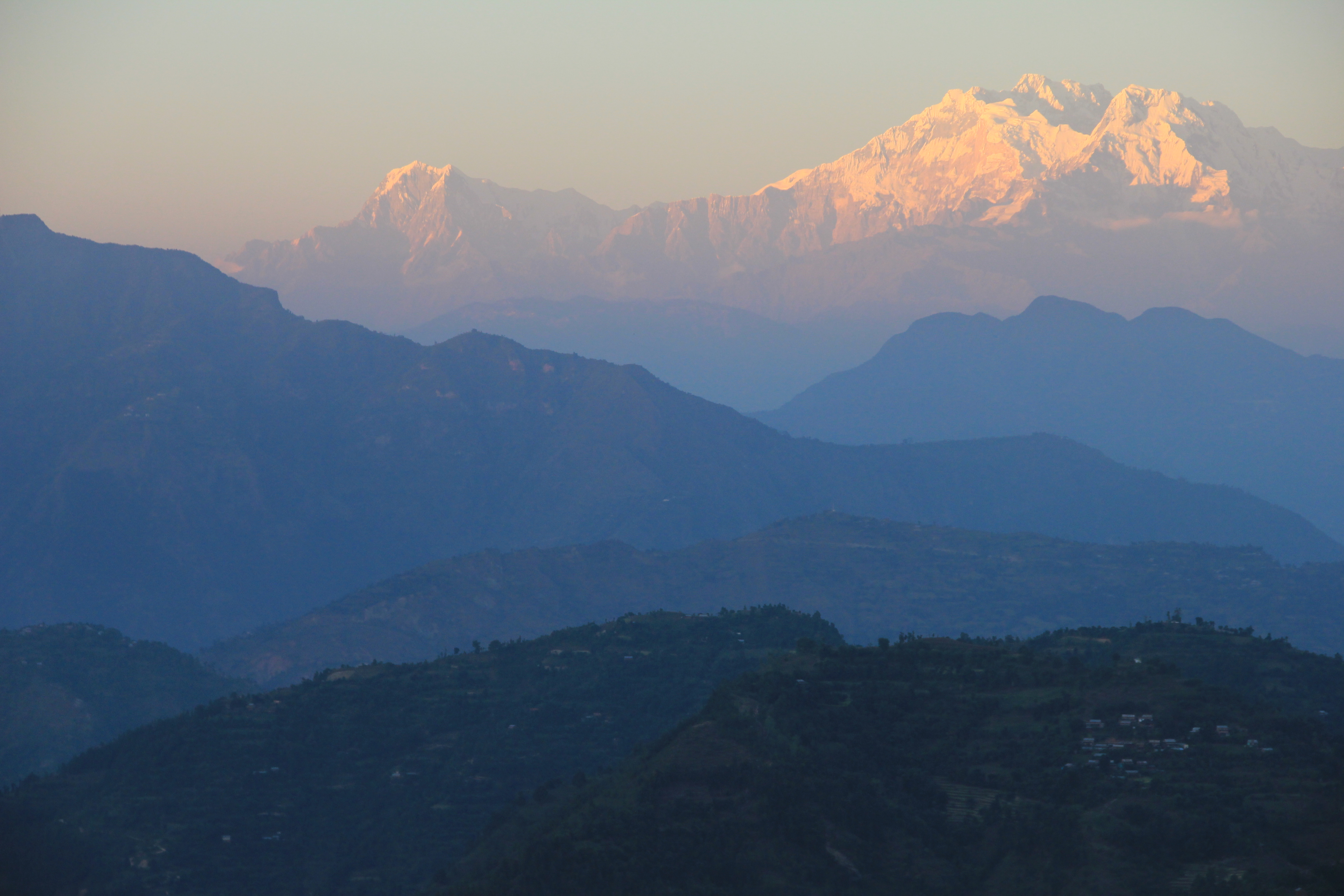
Аннапурна, вид из Тансена
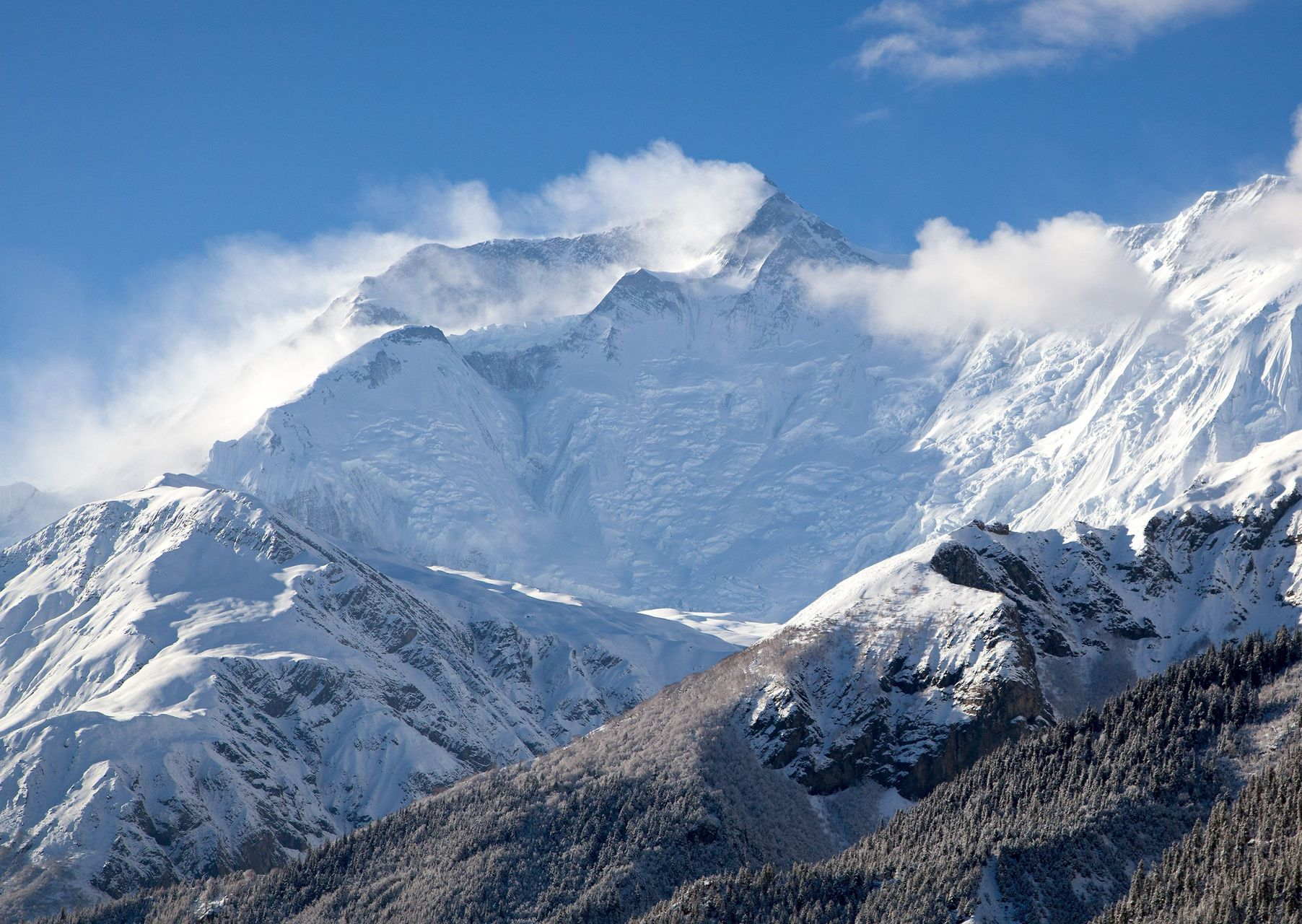
Аннапурна II
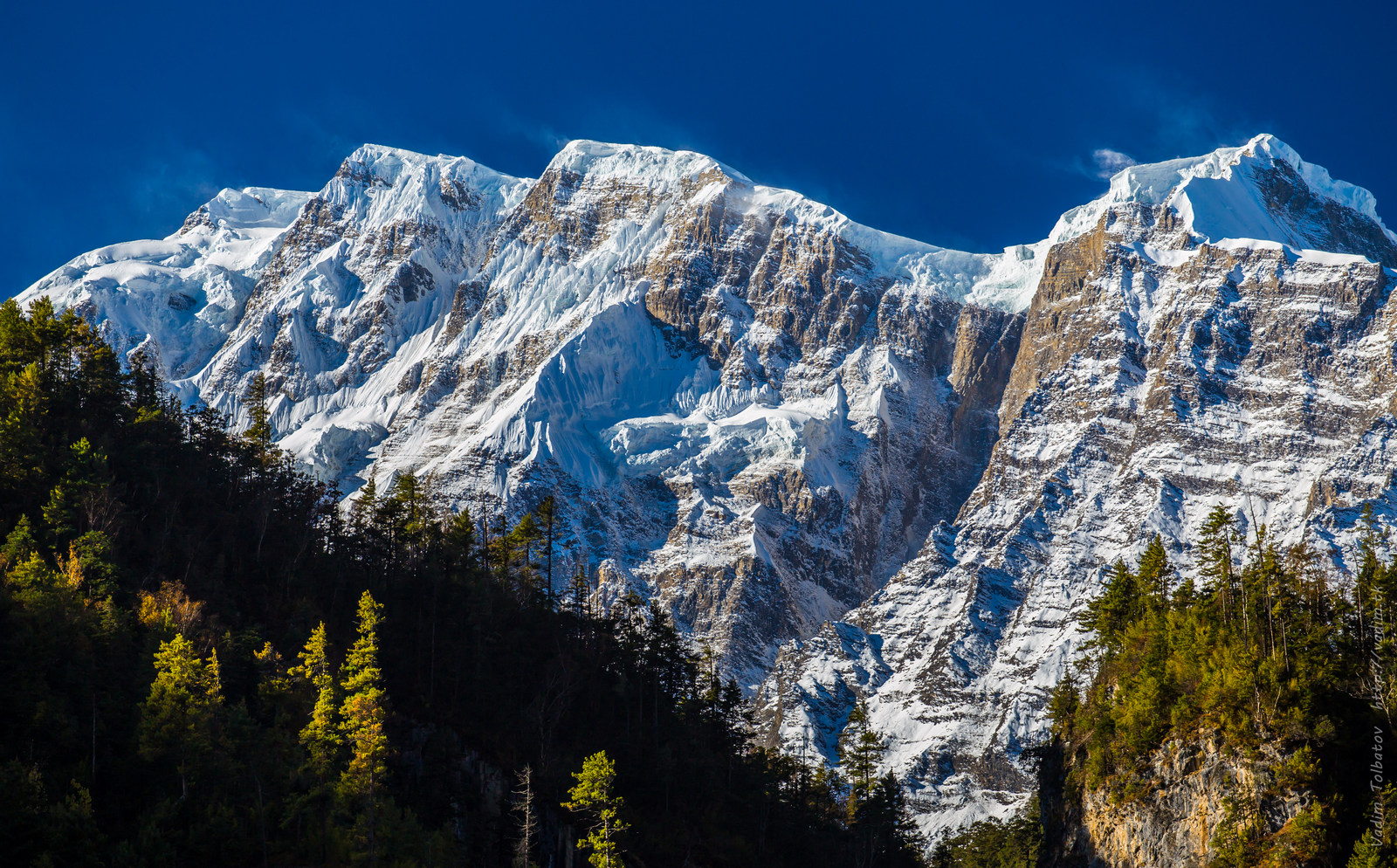
Аннапурна II, вид из окрестностей деревни Чаме
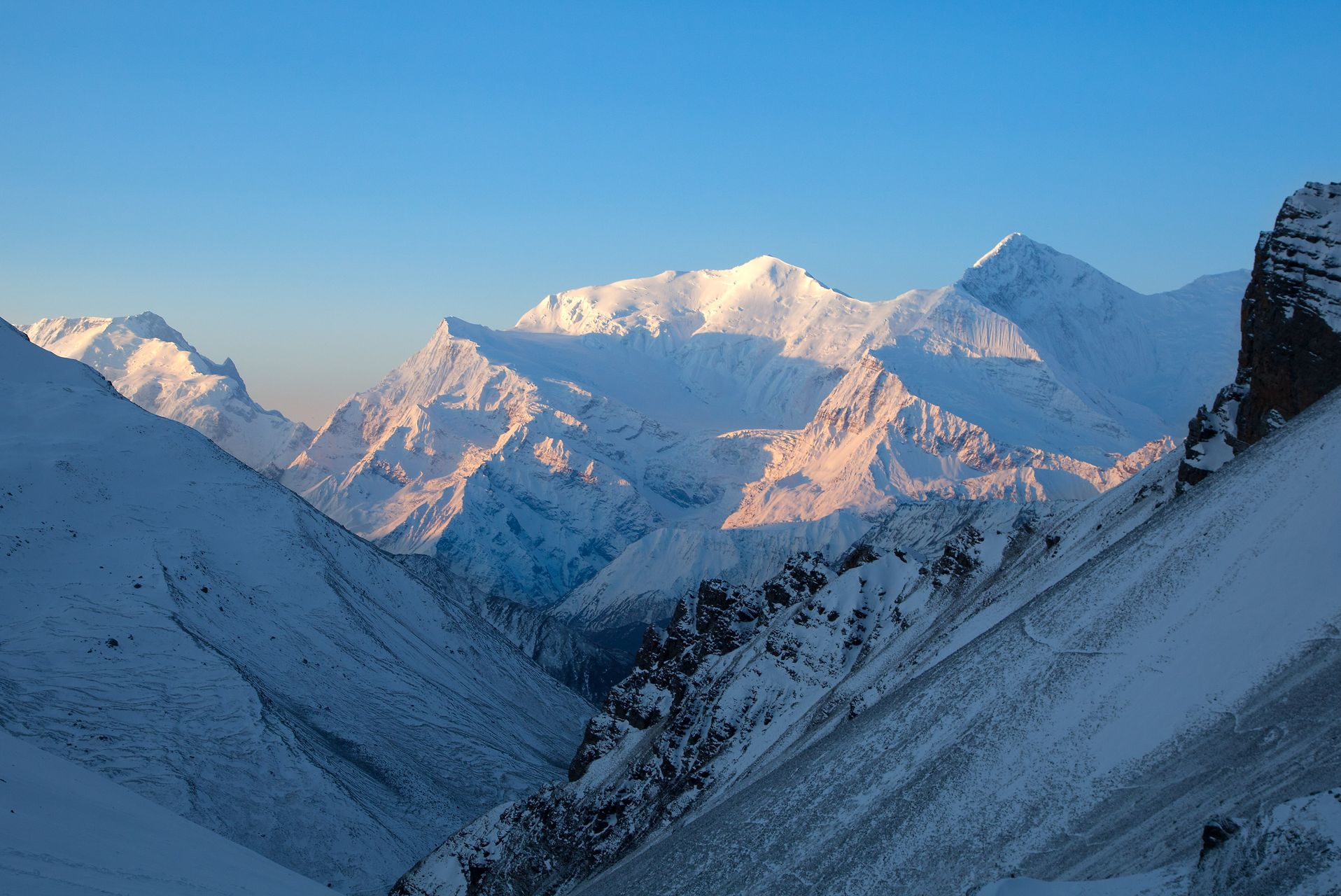
Аннапурна III (в центре) и Гангапурна (справа)
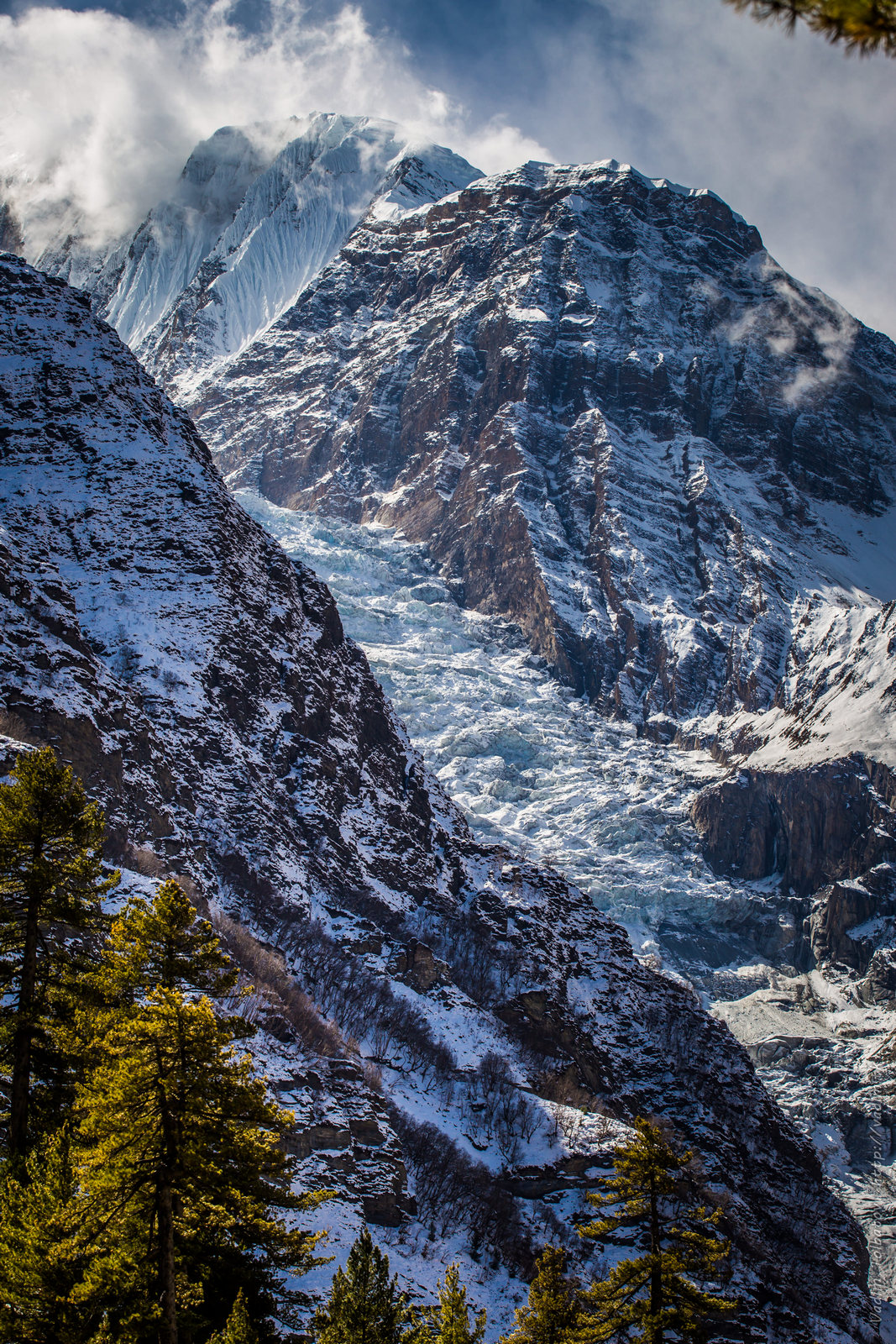
Гангапурна и одноименный ледник
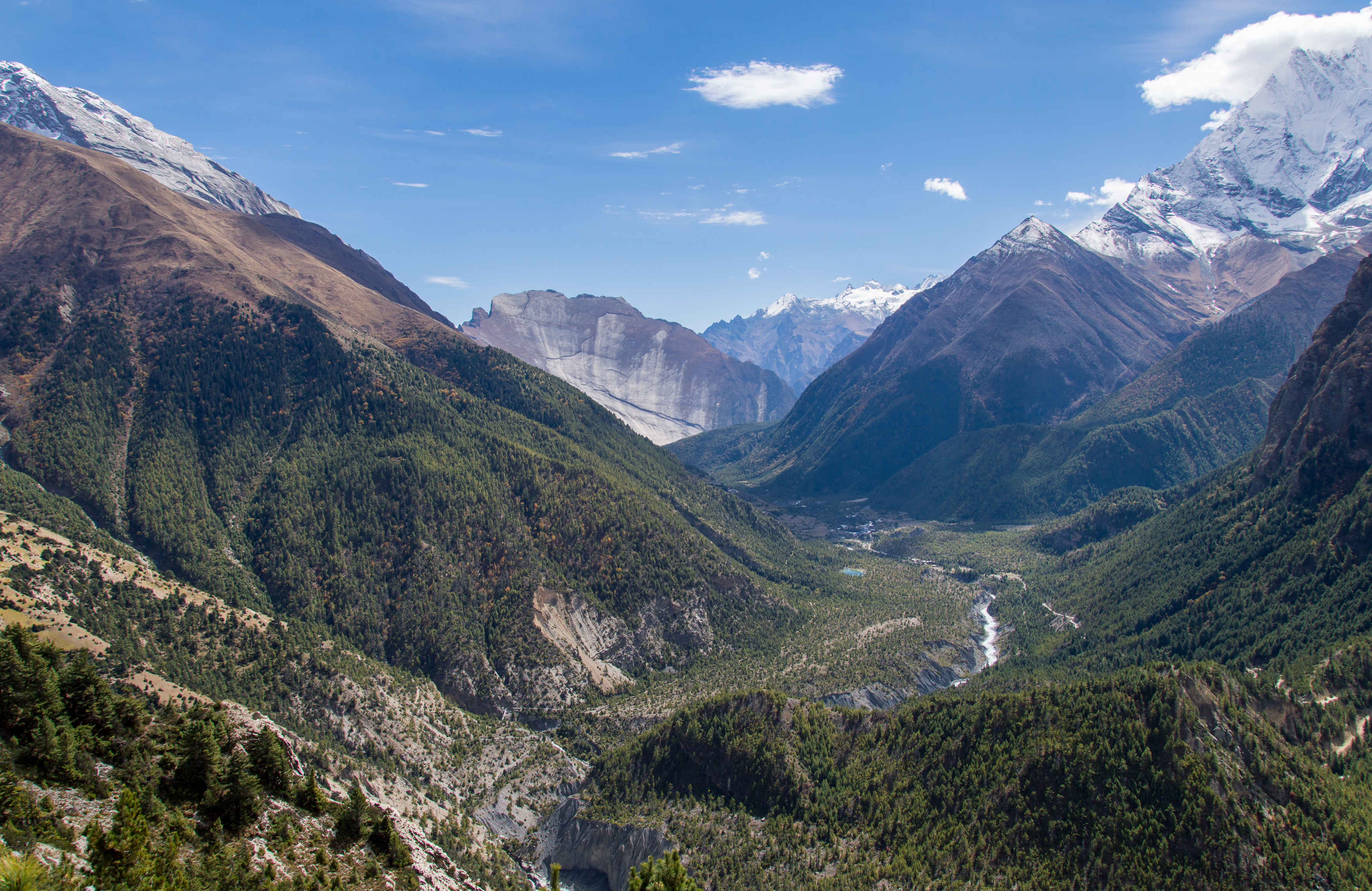
Долина реки Марсъянди